# Caecilius Vicus
Caecilius Vicus, o Caelionicco, es una de las mansio romanas que jalonan la calzada Vía de la Plata, que conecta Mérida con Astorga, en España. De esta forma, se situaría dentro de la provincia de Lusitania. Su ubicación exacta aún hoy es una incógnita. Tradicionalmente se presuponía su ubicación en el municipio cacereño de Baños de Montemayor,[cita requerida] sin embargo, las últimas especulaciones[¿cuál?] discrepan de esta teoría ya que, la mansio, según el itinerario de Antonino, se halla en la milla CXXXII de la calzada, es decir, a su paso por entre los términos de Puerto de Béjar y Peñacaballera.[cita requerida]

## Ubicación
Las referencias en fuentes antiguas y las investigaciones previas, ya en época contemporánea, serán nuestro primer recurso para delimitar el terreno.

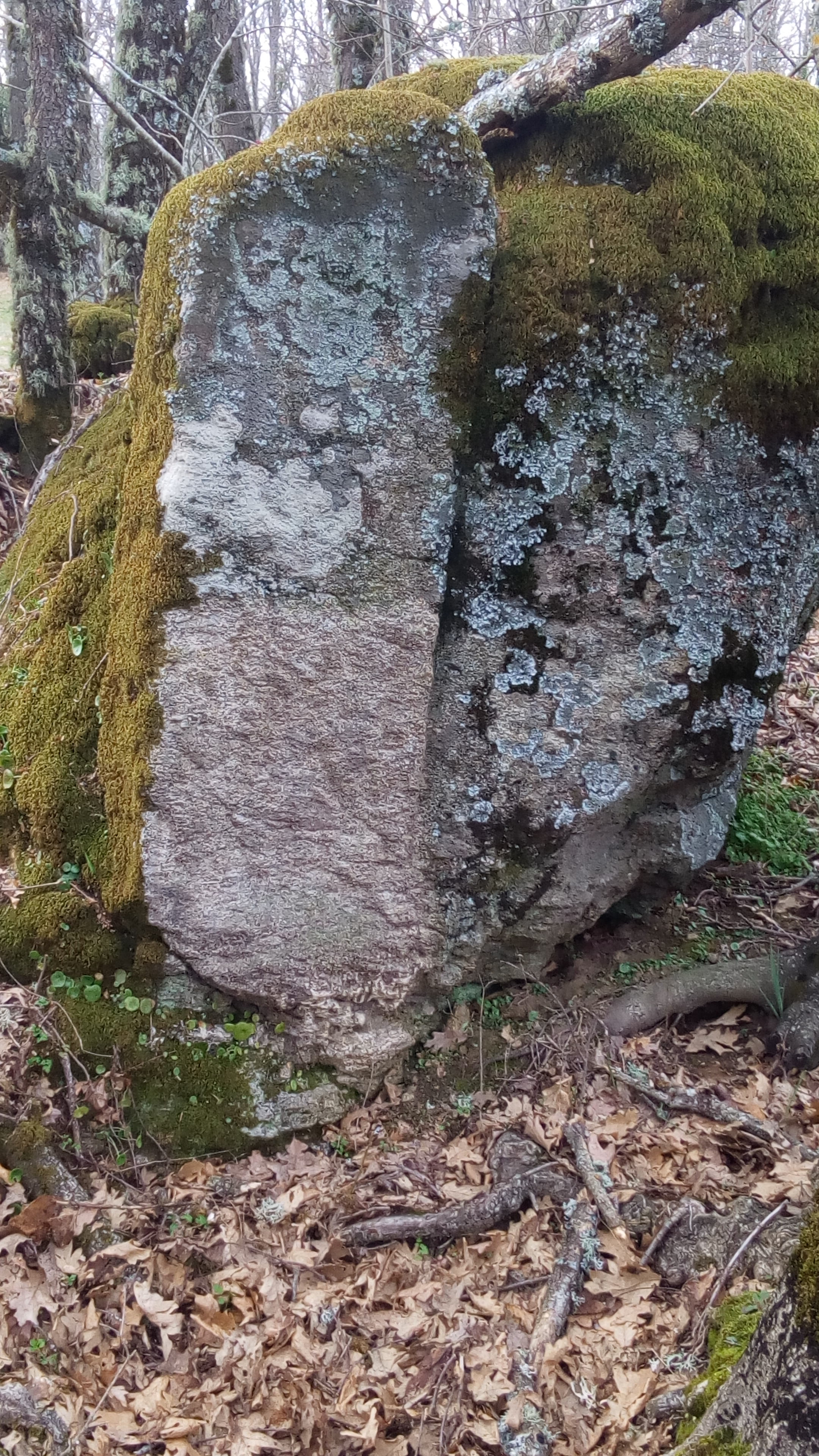
Epígrafe romano estudiado por E. Ariño

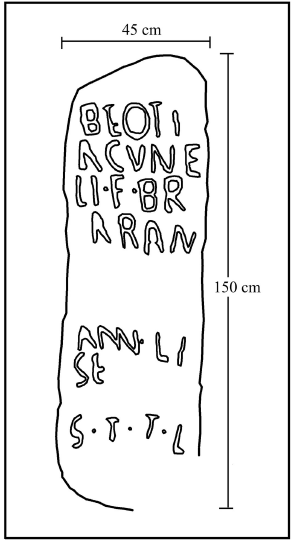
calco del epígrafe estudiado por E. Ariño.

En el caso de las comunicaciones romanas peninsulares, podemos encontrar información en fuentes antiguas. Un ejemplo es el Itinerario de Antonino, redactado alrededor del siglo III, que detalla las vías de comunicación en la Hispania romana y hace referencia a las mansio ubicadas en ellas. Según este documento, la mansio caelionicco, se ubica a unas 133 millas romanas de Mérida. Este dato, se complementa con los miliarios dispersos a lo largo de la vía, que marcaban las millas. En el caso de la vía ITER AB EMERITA ASTURICAM, las millas se contabilizan tomando como referencia Mérida.
Respecto a investigaciones más recientes,[cita requerida] parece ser que el caso de la mansio Caelionicco, ha pasado desapercibido a principios del siglo XX, sin aparecer referencia de este en la carta arqueológica de la provincia de Salamanca de Maluquer. Tampoco aparece mencionado en el catálogo monumental de la provincia de Salamanca. Hay que tener en cuenta que, la ubicación de dicha mansio, se presuponía en Baños de Montemayor, perteneciente a la provincia de Cáceres, merced a la recopilación del humanista Ambrosio Morales: Antigüedades, del siglo XVI. Quizá por esto, no existan referencias al lugar en estos manuales. La primeras referencias a la mansio trascendentes, aparecen en la obra del padre César Morán en su tesis Reseña histórico-artística en la provincia de Salamanca. Morán, determina, por pura intuición y sin estudio arqueológico, que el yacimiento, se ubica en la finca “entrecarreras”. El motivo por el que da esta ubicación, es la disposición de los miliaros de la calzada romana.
La mansio caecilio vico esta pues a 132 millas de Mérida. ¿Dónde está el miliario que lo consigna? no existe. Pero conocemos el que lleva el número 134. Luego dos millas antes está Caecilio Vico. Ahora bien, el miliario 134 está a unos tres kilómetros después del Puerto de Béjar hacia Salamanca, pasado el puente de la Magdalena, en el corral del difunto Domingo Muñoz. Cierto es que no está in situ y solo puede dar la distancia aproximada (...) Desde los puntos respectivos donde se encuentran los miliarios que hemos dicho resulta el 132 en Puerto de Béjar, no en Baños, y en Puerto, no en el pueblo, por donde no pasa la calzada, sino en entrecarreras que son las inmediaciones de la estación de ferrocarril. Volviendo dos millas, casi tres kilómetros, desde el punto en que se halla el miliario 134; cuatro millas, cerca de seis kilómetros del punto en que está el 136 y cinco millas desde el 137, se llega a entrecarreras. Baños queda tres millas más atrás.
También destaca la obra de J.M. Roldán Hervás, ITER AB EMERITA ASTURICAM, el Camino de la Plata. Éste, en su obra, no determina el lugar exacto del yacimiento, pero da una ubicación más fiable y científica. Se trata de la finca conocida como “Los Recueros”.
Ambos autores, hacen mención a la mansio, si bien en ubicaciones distintas, separadas por unos metros. 
Respecto a trabajos más cercanos en el tiempo, analizaremos la síntesis realizada por G.Gillani y M. Santonja titulada Arqueología en la Vía de la Plata. En esta obra, se detallan los hallazgos de valor arqueológico, centrados en época romana en el trayecto que va desde el límite entre las provincias de Salamanca y Cáceres, hasta el conocido como Puente de la Malena, es decir, el tramo que recorre el término municipal de Puerto de Béjar. Además, la obra, hace referencia al proceso de excavación de urgencia, que se realizó durante la construcción de la autovía A-66, para recuperar un tramo original de la calzada romana.
Sin embargo, en el caso de la mansio situada a escasos metros de la excavación antes mencionada, nunca se han realizado excavaciones de carácter arqueológico a pesar de las evidencias. 

## Historia
Las mansio se ubican en entornos cercanos a las calzadas, porque su función era la de servir como lugares de parada y descanso, tanto de gente dedicada al comercio, como de destacamentos militares, como también para los viajeros en general. La entidad de las mismas era variable, pudiendo llegar a constituir núcleos urbanos modestos, como es el caso de Salmantice (Salamanca) u Ocelo Durii (Zamora) o bien, actuaban como centro de un poblamiento escaso, disperso y rural. Para el caso de Caelionicco, parece ser el segundo caso, siendo un asentamiento modesto y humilde, propio de las zonas de montaña.
Esto explica que la distancia entre una mansio y otra, sea la equivalente a la distancia asequible para recorrer una jornada a pie. Para poner un ejemplo, en nuestro caso, la distancia con la anterior mansio, es decir, Capera (Cáparra) es de unas 22 millas romanas, la distancia cubierta en un día.
Es muy posible, que muchos de estos emplazamientos de origen romano, o incluso anterior, fuesen posteriormente reocupados durante la época Visigoda.
Esta mansio en particular, se sitúa en un entorno de montaña estratégico, ya que, conecta la submeseta sur con la meseta norte. De esta forma, los aprovechamientos de la zona serán propios de montaña, generalmente más pobres que los ubicados en valles, haciéndonos a la idea de que el yacimiento en particular será de carácter humilde. Sin embargo, el lugar destaca por la abundancia de pequeños cursos de agua que bajan de las partes altas de la sierra que aseguran el abastecimiento de la misma. Además, la tierra colindante al asentamiento, es negra, húmeda y pesada, la cual a día de hoy, sigue dando unos rendimientos muy óptimos. Dicho esto, podemos determinar que el lugar ofrece agua más que suficiente para el abastecimiento de personas y el empleo en regadíos, zonas de pasto para el aprovechamiento ganadero y suelos fértiles para la agricultura. Es decir, todo lo necesario para el asentamiento de población.
De esta forma, la mansio en sí, se sitúa en un pequeño alto al lado de la vía, de forma que favorezca su visibilidad y control de la vía y además haga más sencilla su defensa. Según Roldán Hervás: “La mansio debió aprovecharse como puesto militar por su excepcional situación estratégica, dominando el río y todo el valle del arrollo de los Horcajuelos, muy fácilmente defendible ya que su ladera oriental está como cortada a pico sobre el valle”. También es posible, que el cerro haya ido aumentando progresivamente de altura debido a la colmatación de la estructura con el paso del tiempo

## Toponimia
El nombre, deriva al parecer del nombre de Cecilio Metelo, que operó por la zona en sus
luchas internas contra Sertorio. Por ello, aparecen más enclaves entre el Tajo y el Duero con esta
raíz como Caecilia Metellina (Medellín) o Castra Caecilia (Cáceres).

## Evidencias
A pesar de que no se han realizado excavaciones arqueológicas centradas en la mansio y su núcleo, si se han realizado estudios en las proximidades relacionadas con el periodo romano en las inmediaciones. 

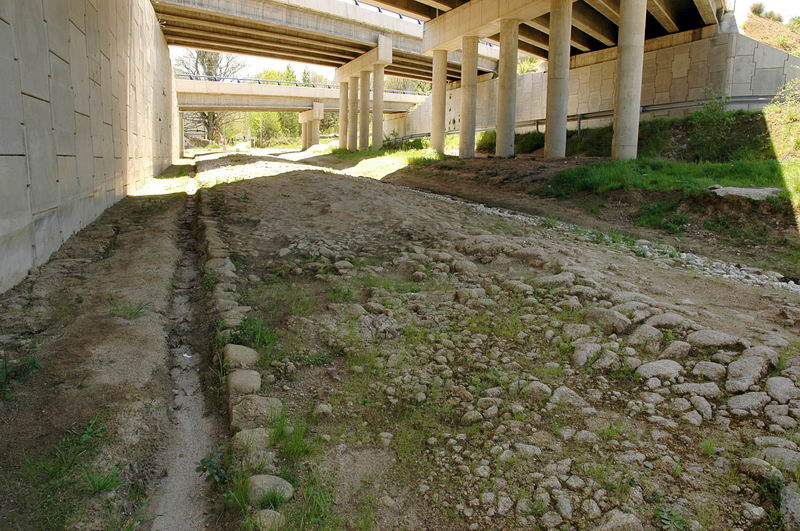
Tramo excavado de la calzada romana original

En el año 2001, durante la construcción de la autovía A-66, se procedió a una excavación arqueológica de urgencia, para localizar un tramo original de la calzada romana a escasos metros de la finca "Los Recueros".
Una de las estructuras proyectadas para la construcción de la autovía tenía su localización en un punto especialmente sensible, al plantear un cruce obligatorio con el antiguo trazado de la calzada de la plata dentro del término municipal de Puerto de Béjar en la provincia de Salamanca.(...) para este tramo  de la calzada la información proporcionada por los diferentes autores coincide en señalar la presencia de un camino de tierra, a modo de cañada delimitado lateralmente por las cercas de las fincas colindantes . Esta indicación nos permitía plantear la hipótesis de que, aunque fuesen escasos, existía la posibilidad de que en ese preciso lugar se hubiesen conservado los restos de la pavimentación primitiva romana.

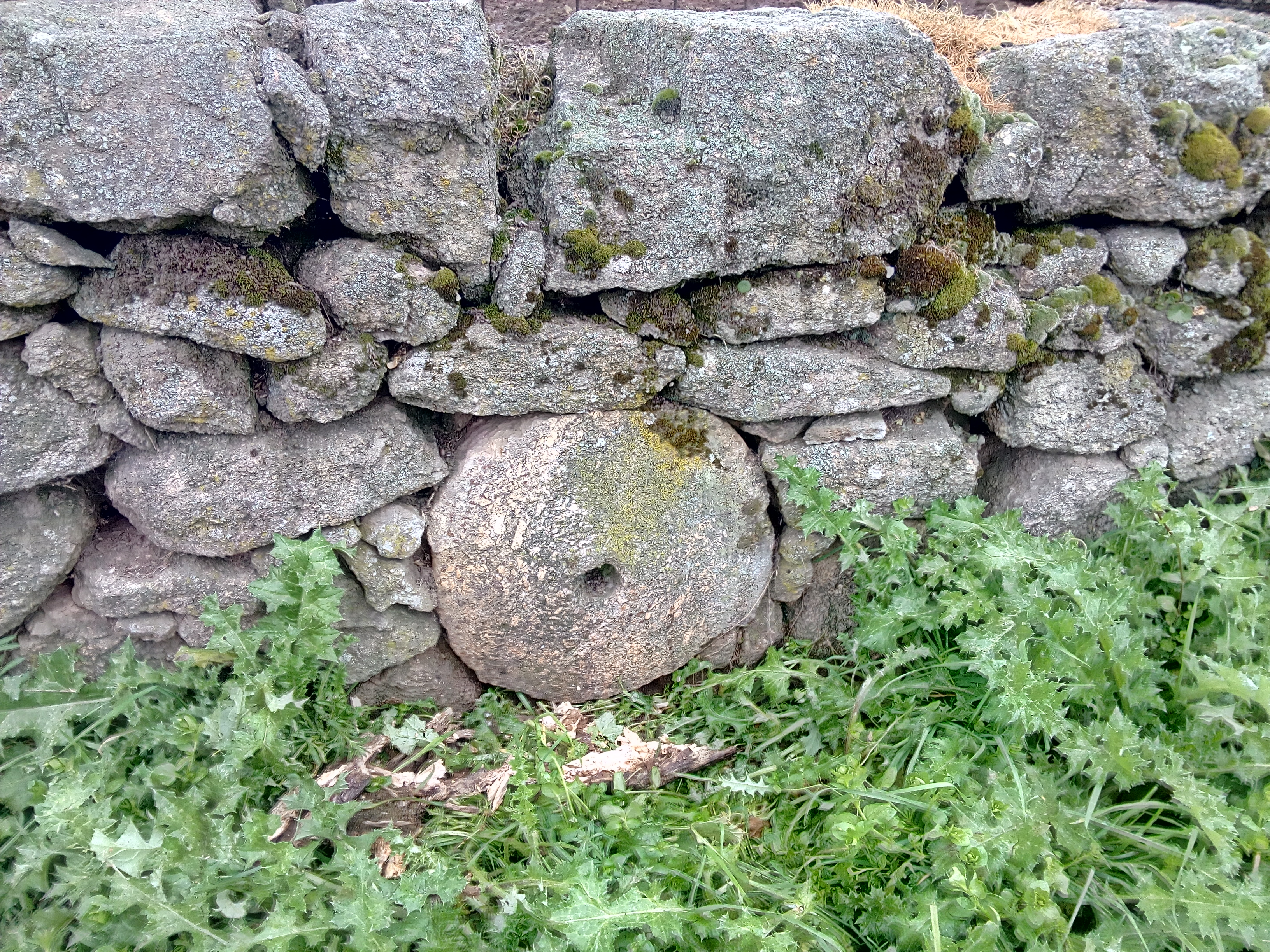
Molino doméstico reaprovechado en la pared de la finca "Los Recueros".

La excavación realizada, fue exitosa, y tuvo como resultado el descubrimiento de un tramo de unos 100 metros de la calzada romana original, situada estatigráficamente bajo el camino moderno de la Cañada Real. Esto hace pensar, que buena parte de este camino del siglo XVIII, desde la antigua estación ferroviaria, al puente de la Magdalena, esté superpuesto a la antigua calzada romana, aprovechando su trazado por un terreno difícil y de fuerte desnivel.
En el año 2006, el profesor de la Universidad de Salamanca, E. Ariño, estudió un epígrafe funerario escrito en latín clásico, el la cercana finca de "Las Albejas", una prueba más del sustrato romano de la zona y un indicio claro de poblamiento. También realizó una pequeña prospección bajo el epígrafe en la que encontró restos de tégula romana y de cerámica terra sigilata.
La inscripción se localiza junto al camino real que tradicionalmente se identifica con la antigua vía de la plata, el cual presenta vestigios constructivos que avalan su antigüedad.
Además de estos dos estudios de carácter científico, por la zona, se  pueden apreciar numerosos restos de la cultura material romana. Aparte de los numerosos miliarios, recolocados en su emplazamiento original a lo largo del camino real, también destaca un molino de mano romano acoplado a la pared de la finca "Los Recueros". También es fácil localizar restos de tégula romana y de terra sigilata dispersos por la zona.